# Noritake
Noritakeは、日本のイラストレーター。

## 装画

### BOOK
- 「うしろすがた いろんな人の俳句 ／編・村井康司 絵・のりたけ」（岩崎書店刊）
- 「秘密基地の作り方／著・尾方孝弘 ・のりたけ」（飛鳥新社刊）
- 「えいごのもと―60単語で「力」を身につける／著・関谷 英里子　・Noritake」（NHK出版刊）
- 「SELF DEFENSE 「逃げるが勝ち」が身を守る／著・武田信彦　・Noritake」（講談社刊）
- 「へいわとせんそう／文・谷川俊太郎　絵・Noritake」（ブロンズ新社刊）
- 「果てしのない本の話／岡本仁 著」（本の雑誌社刊）※挿絵のみ
- 「続・果てしのない本の話／岡本仁 著」（パピエラボ刊）※挿絵のみ
- 「続々・果てしのない本の話／岡本仁 著」（アカツキプレス刊）※挿絵のみ

### BOOK COVER
2011
- 「の舟/津村記久子著」（講談社刊）
- 「男友だちを作ろう / 山崎著」（筑摩書房刊）
- 「幅書店の88冊　あとは血となれ、肉となれ。/ 幅 允孝 著」（刊）
- 「王国／中村文則著」（河出書房新社刊）
- 「変化の時代、変わる力―続・経営思考の「補助線」／御立尚資著」（日本経済新聞出版社刊）
- 「WECK COOKING」(京阪神L刊)
- 「御朱印帖／田端宏章著」（飛鳥新社刊）

2012
- 「思いをつたえるということ／大宮著」（出版刊）
- 「共に暮らすためのやさしい提案　猫語の教科書」野澤 延行監」（池田書店刊）
- 「わたしが子どもだったころ／ＮＨＫ「わたしが子どもだったころ」制作 編」（社刊）
- 「あなたが上司から求められているな50のこと／濱田秀彦著」（実務教育出版刊）
- 「人はなぜ「死んだ馬」に乗り続けるのか?／T・著・三谷武司訳」（刊）
- 「ガイドブックにぜったい載らない海外パック旅行の選び方・歩き方／佐藤治彦」（刊）
- 「あなたが部下から求められているな50のこと／濱田秀彦著」（実務教育出版刊）
- 「考え抜く社員を増やせ! ／柴田昌治著」（日本経済新聞出版社刊）
- 「何歳まで生きますか?／前田隆弘著」（出版刊）
- 「涙と花札／金惠京著」（新潮社刊）

2013
- 「なぜ犬神家の相続税は２割増しなのか／小澤善哉著」（東洋経済新報社刊）
- 「未来が変わる働き方／慎泰俊 著」（刊）
- 「たぶん、愛の話／作 河村真紀子訳」（近代文藝社刊）

2014
- 「思いをつたえるということ／大宮著」（文藝春秋刊）
- 「翻訳教育／野崎歓 著」（河出書房新社刊）
- 「無茶振りの技術／城幸司 著」（日本経済新聞出版社刊）
- 「まなざし／菅俊一 著」（刊）※電子書籍
- 「誰がをつくるのか?／永江 朗 著」（河出書房新社刊）
- 「ガイドブックにぜったい載らない海外パック旅行の選び方・歩き方: さらに超役立ち旅テク編／佐藤治彦 著」（刊）
- 「女子力男子 ~女子力を身につけた男子が新しい市場を創り出す/原田曜平 著」(宝島社)

2015
- 「悲しみの底で猫が教えてくれた大切なこと／瀧森古都」（SB）
- 「「菜根譚」が教えてくれた 一度きりの人生をまっとうする100／段 文凝」（）
- 「これ、食べていいの?: から森のなかまで――食を選ぶ力／ (著), 小梨 直 (翻訳)」（河出書房新社）
- 「なるほど〈「なぜそれがいいのか」をで解説！〉／筒井 美希 (著)」（）
- 「上司のと本音 なぜ、あなたは評価されないのか？／濱田 秀彦(著)」（SB）
- 「おべんとうと日本人／加藤文俊(著)」（草思社）
- 「孤独と上手に付き合う９つの習慣／和田秀樹(著)」（大和書房）

2016
- 「胎内記憶でわかった子どももも幸せになる子育て／池田明(著)」（誠文堂新光社）
- 「「引きずらない」人の習慣／西多昌規」（PHP研究所）
- 「孤独の果てで犬が教えてくれた大切なこと／瀧森古都 著」（SB）
- 「相撲部屋ちゃんこ百景／佐藤祥子」(文庫)（河出書房新社）
- 「非常時のことば 震災の後で／高橋源一郎」(文庫)（朝日新聞出版）
- 「最高殊勲夫人／源氏鷄太」(文庫)（筑摩書房）
- 「ある完璧な一日／マルタン・パージュ作 河村真紀子訳」（近代文藝社）
- 「世界はなぜ「ある」のか?／ジム・ホルト(著)　寺町 朋子(翻訳)」(文庫)（早川書房）

2017
- 「「本をつくる」という仕事／稲泉連」（筑摩書房）
- 「クリエーターが独立を考えたときに最初に読む本」（日経デザイン）
- 「団地のはなし」（青幻舎）
- 「我輩は猫である(上・下)／夏目漱石」(集英社文庫)
- 「文系のための理系読書術／齋藤孝」(集英社文庫)
- 「秋の猫／藤堂志津子」(集英社文庫)
- 「醫言有理／梁憲孫」（明窗出版社）
- 「笑う招き猫／山本幸久」(集英社文庫)
- 「TOKYO ARTRIP 日本茶」(美術出版社)
- 「母脳: 母と子のための脳科学／黒川伊保子」（ポプラ社）
- 「TOKYO ARTRIP 和菓子」(美術出版社)
- 「夢中になる!江戸の数学／桜井 進」(集英社文庫)

2018年
- 「TOKYO ARTRIP 建築」(美術出版社)
- 「かわいいロシアのA to Z／井岡美保」(青幻舎)
- 「TOKYO ARTRIP 和骨董」(美術出版社)
- 「「心の掃除」の上手い人下手な人／斎藤茂太」(集英社文庫)
- 「複業のトリセツ／染谷昌利」(DMM PUBLISHING)
- 「TOKYO ARTRIP 日本酒」(美術出版社)
- 「猫怪々／加門七海」(集英社文庫)
- 「だめなら逃げてみる／小池一夫」(ポプラ社)
- 「鈍感力／渡辺淳一」(集英社文庫)

2019年
- 「よまにゃノート」(集英社文庫)
- 「怪談／小池真理子」(集英社文庫)
- 「坊っちゃん／夏目漱石」(集英社文庫)
- 「星の王子さま／サンテグジュペリ・著、池澤夏樹・訳」(集英社文庫)
- 「あなたの考えはご遠慮ください／ハンギョンウン」(SUO BOOKS)
- 「残り全部バケーション／伊坂幸太郎」(集英社文庫)
- 「TOKYO ARTRIP 喫茶店」(美術出版社)